# Valkenburg aan de Geul
Valkenburg aan de Geul – gmina w południowo-wschodniej Holandii. Jest to znana miejscowość turystyczna. Już w 1885 Valkenburg był ulubionym miejscem wypoczynku bogatych mieszkańców Akwizgranu i Liège.

## Historia
Oblężenia i podboje to wydarzenia charakterystyczne dla historii Valkenburga. Po każdym takim zdarzeniu miasto było odbudowywane. Dotyczy to zwłaszcza zamku, który znajduje się na szczycie wzgórza (jedyny zamek w Holandii położony na wzgórzu) w środku miasta, z którego obecnie pozostały tylko ruiny. Został on zniszczony w grudniu 1672 i nigdy go już nie odbudowano. Przetrwały tylko dwie bramy miejskie (Berkelpoort i Grendelpoort) i część murów miejskich.
Valkenburg znany jest z oporu podczas II wojny światowej.

## Atrakcje turystyczne
Obecnie Valkenburg jest znany ze swoim atrakcji. Są to:
- Holland Casino,
- Steenkolenmijn,
- Thermae 2000,
- dawne kamieniołomy w których wydobywano margiel (i w których znajdują się rysunki węglem pochodzące czasem aż z czasów Imperium Rzymskiego).
- kościół Świętego Gerlacha w Houthem Sint-Gerlach (jedyna budowla religijna w Holandii, w której znajdują się freski).
- młyny wodne i wiatraki. w Geuldal. Dwa młyny – zwane starym i francuskim – znajdują się w centrum miasta, a zamek Schaloen, położony w Oud-Valkenburg posiada swój własny młyn. Młyn o nazwie Polfer znajduje się na terenie browaru 'De Leeuw'. Inny młyn (Geulhem) usytuowany jest w pobliżu jaskini o tej samej nazwie.
- zamek - w dolinie rzeki Geul znajdują się sześć zamków, a mianowicie zamek Genhoes, następnie bajkowe zamki Schaloen. Na wzgórzu Heunsberg znajdują się ruiny zamku Valkenburg, a w jego pobliżu zamek Den Halder, który w przeszłości był częścią murów miejskich. W 1995 rozpoczęto renowację zamku St. Gerlach (Św. Gerlacha).
- muzeum w dawnym budynku ratusza.
- Spaans Leenhof (Hiszpański dworek) - dawniej budynek ten służył hiszpańskim lordom, a od 1964 mieści się w nim informacja turystyczna.
- jaskinie, które łącznie tworzą korytarz liczący ponad 250 km.

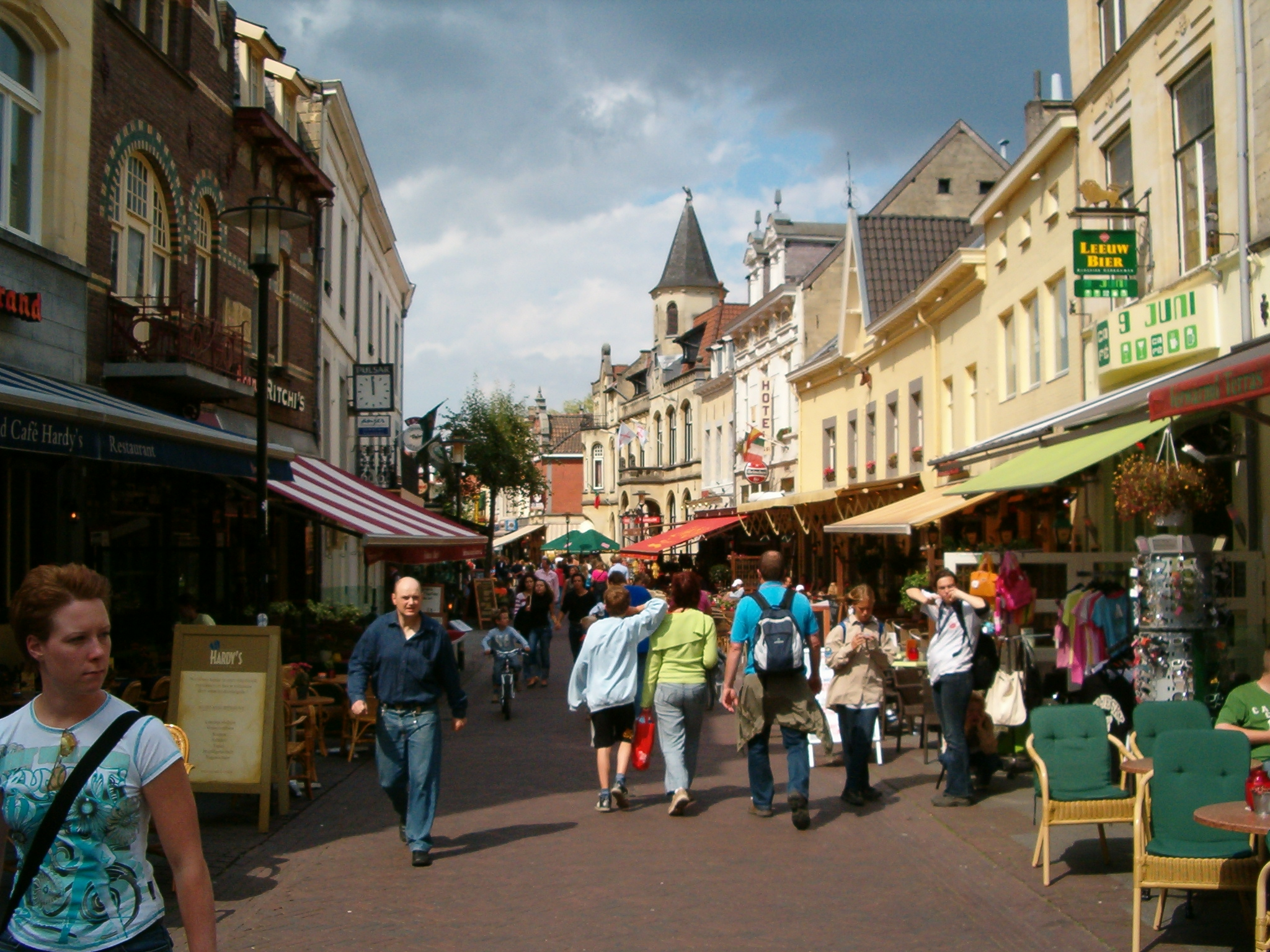
Grotestraat

Valkenburg jest położony w pięknej części Holandii, wspaniale nadającej się na spacery lub przejażdżki rowerowe po pagórkowatym terenie.
Valkenburg posiada najstarszy ciągle będący w użyciu budynek stacji kolejowej w Holandii.

### Kolarstwo
Valkenburg aan de Geul dobrze znany jest fanom wyścigów kolarskich. Miasto pięć razy było gospodarzem  mistrzostw świata w kolarstwie szosowym (w 1938, 1948, 1979, 1998 i 2012 roku). Od 2003 roku wzgórze Cauberg jest finiszem wyścigu Amstel Gold Race. Tour de France miał swój końcowy odcinek w Valkenburgu w 1992 i 2006 roku.